# Onthophagus foedus
Onthophagus foedus är en skalbaggsart som beskrevs av Antoine Boucomont 1914. Onthophagus foedus ingår i släktet Onthophagus och familjen bladhorningar. Inga underarter finns listade i Catalogue of Life.